# Yuta Toyokawa
Yuta Toyokawa (豊川 雄太 Toyokawa Yūta?, Kumamoto, 9 de septiembre de 1994) es un futbolista japonés que juega como delantero en el RB Omiya Ardija de la J2 League.

## Trayectoria

### Clubes
| Club                      | País    | Año       |
| ------------------------- | ------- | --------- |
| Kashima Antlers           | Japón   | 2013-2018 |
| J. League sub-22 (cedido) | Japón   | 2014-2015 |
| Fagiano Okayama (cedido)  | Japón   | 2016-2017 |
| K. A. S. Eupen            | Bélgica | 2018-2019 |
| Cerezo Osaka              | Japón   | 2020-2021 |
| Kyoto Sanga F. C.         | Japón   | 2022-2024 |
| RB Omiya Ardija           | Japón   | 2025-     |

## Palmarés

### Títulos nacionales
| Título         | Club            | País  | Año  |
| -------------- | --------------- | ----- | ---- |
| Copa J. League | Kashima Antlers | Japón | 2015 |